# Howard Jones (amerikansk sångare)
Howard Jones var före detta sångare i bandet Killswitch Engage. Hans första genombrott inom musiken kom med bandet Blood Has Been Shed tills han blev erbjuden att bli sångare i Killswitch Engage då deras sångare, Jesse Leach lämnat bandet. Vid det tillfället hade Killswitch Engage släppt sin andra cd, Alive or Just Breathing och börjat bli ganska kända. Detta såg Howard som en chans till ett lite större projekt och tog den. Han sjunger fortfarande i Blood Has Been Shed men de har inte släppt något nytt material på ett tag då Howard och Justin Foley trummis i Killswitch Engage men även i Blood Has Been Shed är alldeles för upptagna med Killswitch Engage. De har sagt att det skulle vara roligt att spela in något nytt med Blood Has Been Shed men att det mest troligt aldrig kommer att bli någon turné. 
Howard Jones är inte att förväxla med den brittiske synthmusikern Howard Jones med samma namn.
2012 meddelade bandet att Howard lämnar Killswitch Engage. Bandet har ändå beslutat att fortsätta. Howard är numera frontman i bandet Light The Torch (tidigare känd som Devil You Know).

## Diskografi
Studioalbum med Blood Has Been Shed
- 1999 – I Dwell on Thoughts of You
- 2001 – Novella of Uriel
- 2003 – Spirals

Studioalbum med Killswitch Engage
- 2004 – The End of Heartache
- 2006 – As Daylight Dies
- 2009 – Killswitch Engage

Studioalbum med Devil You Know
- 2014 – The Beauty of Destruction
- 2015 – They Bleed Red

Studioalbum med Light the Torch
- 2018 – Revival
- 2021 – You Will Be The Death Of Me